# Leende dansmusik 89
Leende dansmusik 89 är ett studioalbum från 1989 av det svenska dansbandet Matz Bladhs.

## Låtlista
1. "Lördagkväll"
2. "Här inne är det sol"
3. "Min rödaste ros"
4. Låt oss börja om på nytt"
5. "Red River Rock"
6. "Ge en ros till den du älskar"
7. "En härlig ledig dag"
8. "Dina ögon är så blå"
9. "Tindra vackra stjärna"
10. "Det pirrar till i hela kroppen"
11. "Release Me"
12. "Ta det lite lugnt"
13. "Det är du och jag"
14. "Tro en liten bit på mej"